# Molecular Ecology
Molecular Ecology — двотижневий науковий журнал, який публікує результати досліджень, пов'язаних з використанням молекулярно-генетичних технік для вирішення питань екології, еволюції, поведінки і охорони природи. Molecular Ecology публікується видавництвом Wiley-Blackwell. Фундатором і відповідальним редактором журналу був ботанік Harry Smith. Нині цю роботу виконує Loren Rieseberg.
У 2015 р. Імпакт-фактор журналу становив 5.947.